# Bizarre Creations
Bizarre Creations fue un estudio desarrollador de videojuegos con base en la ciudad de Liverpool en el Reino Unido, la cual fue fundada en 1994. Se caracterizaba por especializarse en el género de los juegos de conducción, como el título Metropolis Street Racer para Dreamcast y la saga Project Gotham Racing lanzada sucesivamente en las consolas Xbox y Xbox 360. La compañía también creó otros títulos multiplataforma exclusivos, incluyendo los populares juegos arcade Geometry Wars, así como juegos de acción en tercera persona como Fur Fighters y The Club. Bizarre Creations fue comprada por Activision en 2007, y lanzó el juego de carreras Blur en mayo de 2010.
El 16 de noviembre de 2010, Activision anunció que estaba considerando el cierre del estudio, así como "explorar nuestras opciones sobre el futuro del estudio, incluyendo una potencial venta del negocio."
El 20 de enero de 2011, Activision anunció que cerrarían Bizarre Creations y confirmó la fecha de cierre para el 18 de febrero de 2011. Bizarre concluyó su cierre lanzando un video con una retrospectiva de sus trabajos desde 1994 hasta 2011.

## Historia
Bizarre Creations surgió desde Raising Hell Software, un desarrollador de videojuegos fundado en 1988 por Martyn Chudley. Sega les presionó para eliminar la palabra "Hell" de su nombre, así que la compañía permaneció sin nombre por un breve periodo de tiempo. En 1994, una sumisón a Psygnosis (Sony forzó la necesidad de un nuevo nombre). El fundador puso inicialmente "Weird Concepts" en el documento de sumisión. Más tarde, un miembro del equipo empleó la herramienta de sinónimos de Microsoft Word en el nombre, y "Bizarre Creations" fue la sugerencia que se acabó empleando.
El equipo de Bizarre Creations empezó con cinco personas trabajando en un proyecto prototipo llamado 'Slaughter'. Tras ver la demo, Psygnosis les contrató para crear el videojuego Formula 1 para PlayStation. Formula 1 se convirtió en el juego mejor vendido de Europa en 1996.
En 2006, el estudio anunció su primer juego apartado de su línea de videojuegos de carreras. The Club es un videojuego de ficción y acción de disparos en tercera persona, lanzado el 7 de febrero de 2008.
El 26 de septiembre de 2007, Activision adquirió Bizarre Creations. Se anunció que Project Gotham Racing 4 sería el último juego producido para Microsoft Game Studios, quien posee los derechos para la marca Project Gotham Racing, así que cualquier futura entrega no se realizaría por Bizarre Creations.
El 16 de noviembre de 2010, Activision anunció que estaba considerando el cierre del estudio, así como "explorar nuestras opciones sobre el futuro del estudio, incluyendo una potencial venta del negocio". Activision confirmó que al no encontrar un posible comprador el estudio se cerraría.

## Títulos
- The Killing Game Show / Fatal Rewind — Amiga (1990), Atari ST (1990), Mega Drive (1991)
- Wiz 'n' Liz — Amiga, Mega Drive (1993)
- Formula One — PlayStation, PC (1996)
- Formula 1 97 / Formula One: Championship Edition — PlayStation, PC (1997)
- Metropolis Street Racer — Dreamcast (2000)
- Fur Fighters — Dreamcast, PC (2000)
- Fur Fighters: Viggo's Revenge  — PlayStation 2 (2001)
- Project Gotham Racing — Xbox (2001)
- Treasure Planet — PlayStation 2, Game Boy Advance (2002)
- Project Gotham Racing 2 — Xbox (2003)
- Project Gotham Racing 3 — Xbox 360 (2005)
- Geometry Wars: Retro Evolved — Xbox Live Arcade (2005), Windows Vista (2007), Windows XP (vía Steam) (2007)
- Boom Boom Rocket — Xbox Live Arcade (2007)
- Project Gotham Racing 4 - Xbox 360 (2007)
- Geometry Wars: Galaxies - Nintendo DS, Wii (2007)
- The Club — Xbox 360, PlayStation 3, PC (2008)
- Geometry Wars: Retro Evolved 2 — Xbox Live Arcade (2008)
- Geometry Wars: Touch - iOS4 (vía iTunes App Store) (2010)
- Blur - Xbox 360, PlayStation 3, PC (2010)
- James Bond 007: Blood Stone - Xbox 360, PlayStation 3, PC (2010)[6][7]